# Emiratet Cyrenaica
Emiratet Cyrenaica skapades då Idris I utropade Cyrenaica som självständigt Senussiemirat den 1 mars 1949, med stöd av Storbritannien. Sayyid Idris utropade sig själv som Emir av Cyrenaica under en "nationell konferens" i Benghazi. Storbritanniens erkännande lyckades inte påverka attityden hos FN och Storbritannien och Frankrike var inriktade  på att förbereda Libyens självständighet i en resolution antagen den 21 november 1949. Det självständiga förenade kungariket Libyen utropades den 24 december 1951, och den 27 december samma år besteg Emir Idris tronen som kung Idris I.
Den svarta flaggan med vita symboler, stjärna och halvmåne, antogs av Idris då han förklarades om emir 1947. Flaggan blev grunden för Libyens flagga 1951, då med tillägg av röd och grön rand, som representerar martyrernas blod. Som kung av Libyen behöll Idris emirates flagga som kunglig standard, då även med vit kronan i övre delen.
Den 6 mars 2012, 63 år senare, hölls ett liknande mote i Benghazi, till förmån för stärkt självstyre för Cyrenaica. Ahmed al-Senussi, släkting till kung Idris, utropades som ledare för Cyrenaica Transitional Council.

### Fotnoter
1. 1 2  Minahan, James (2002). Encyclopedia of the Stateless Nations: S-Z. Greenwood Publishing Group. sid. 1659. ISBN 9780313323843. http://books.google.com/books?id=Zu5GpDby9H0C&dq
2. 1 2 3  Schulze, Reinhard (2002). A modern history of the Islamic world. I.B.Tauris. sid. 135. ISBN 9781860648229. http://books.google.com/books?id=ODfRbCkr9TAC&dq
3. ↑  Selassie, Bereket H. (1974). The executive in African governments. Heinemann. sid. 94. ISBN 9780435831004. http://books.google.com/books?id=cRUkAAAAMAAJ&q
4. ↑  Barraclough, Flags of The World (1965), p. 215.
5. ↑  ”Arkiverade kopian”. Arkiverad från originalet den 11 juni 2012. https://web.archive.org/web/20120611020440/http://www.trust.org/alertnet/news/libyan-leader-says-autonomy-call-a-foreign-plot. Läst 21 juli 2012.